# Ferdinand Břetislav Mikovec
Ferdinand Břetislav Mikovec (23. prosince 1826, Sloup v Čechách – 22. září 1862, Praha) byl český vzdělanec, dramatik, básník a organizátor kulturního života.

## Životopis
Narodil se v početné, národnostně nevyhraněné rodině jako nejstarší ze šesti dětí, jménem Ferdinand Mikowetz. Otec Mikowetz byl hospodářským správcem zdejšího panství a brzy zemřel. Matka Terezie se starala o 4 sirotky, dva nejmladší zemřeli jako děti. Ferdinand se po absolvování obecné školy ve Sloupu roku 1836 dostal na gymnázium v České Lípě a tam byl získán pro české vlastenectví místním katechetou Antonem Krombholzem. Bydlel ve vlastenecky smýšlející rodině advokáta Antona Schmeykala (Česká Lípa, Mírová 82, dnes Moskevská ulice). Tehdejší českolipské gymnázium sídlilo v budově kláštera augustiniánů a bylo jen nižšího stupně bez maturity, proto Mikovec i se Schmeykalovým synem Francem Schmeykalem odešel dostudovat do Prahy. Prahu si zamiloval. Po maturitě pokračoval v Praze na Karlo-Ferdinandově univerzitě, kde studoval historii a dějiny umění. Začal v roce 1841 psát různé literární příspěvky, česky i německy a veřejně se angažoval. Přijal vlastenecké jméno Břetislav. Stal se členem studentské gardy Svornost a politického klubu Repeal. Během revolučního roku 1848 stanul na barikádách, po potlačení revoluce uprchl za hranice, bojoval po boku Srbů. Pak se z Srbska vrátil a po krátkém čase odjel do Lipska studovat vše dostupné o mistru Janu Husovi.
Jeho dalším významným činem po návratu do Prahy bylo založení literárního časopisu, první české revue Lumír v roce 1851. Časopis poskytoval prostor mladým autorům a sám Mikovec do něj hojně přispíval jako divadelní kritik a teoretik. Zájem o domácí umění šířil i publikováním reprodukcí výtvarných děl, které dával předplatitelům Lumíra jako prémii. Angažoval se také za dostavění Svatovítské katedrály a vydal první monografii o hradě Karlštejně. Dal podnět k založení literárního a výtvarného spolku Arkadie, stal se jeho prvním předsedou a spoluorganizátorem první spolkové výstavy uměleckých památek z veřejných i soukromých sbírek, která se konala roku 1861 v Praze na Žofíně. Největší pozornost Mikovec věnoval divadlu, jehož úroveň se snažil zvýšit psaním kritik a referátů, popularizací Shakespeara, vlastními dramaty i úsilím o založení samostatného českého divadla.
Trpěl vrozenou srdeční chorobou, která omezovala jeho tvůrčí plány, zejména cestování po památkách. S postupující nemocí mu ubývalo sil, proto se v listopadu roku 1861 k němu do domu čp. 1836/II v dnešní Lublaňské ulici na Novém Městě pražském přistěhovala matka s mladšími dětmi, ale pomoci mu již nemohla.

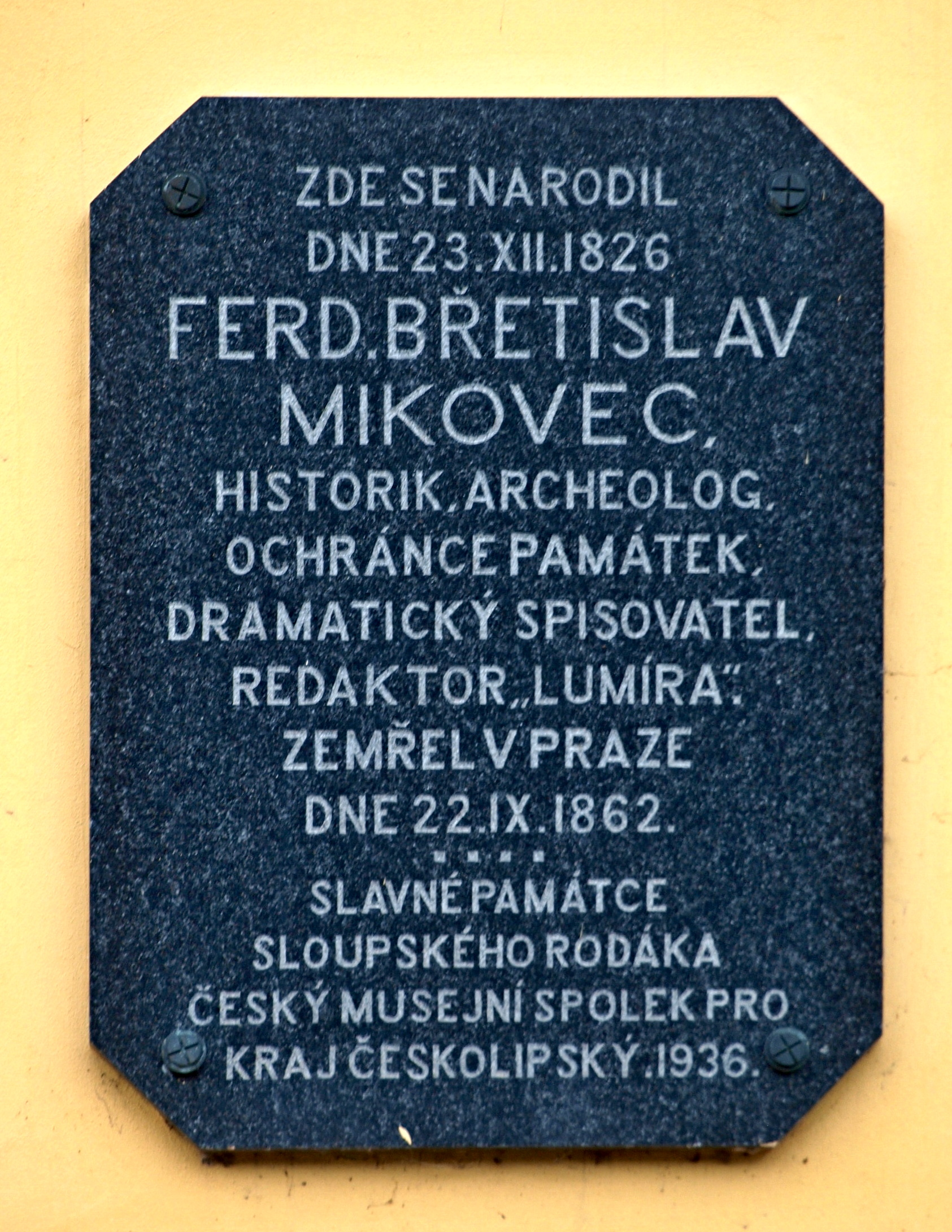
Pamětní deska F. B. Mikovce na jeho rodném domě ve Sloupu.

Své nejvýznamnější dílo o architektonických památkách země České již Mikovec pro nemoc nemohl dokončit, druhý díl vydal teprve roku 1862 jeho spolupracovník Karel Václav Zap.

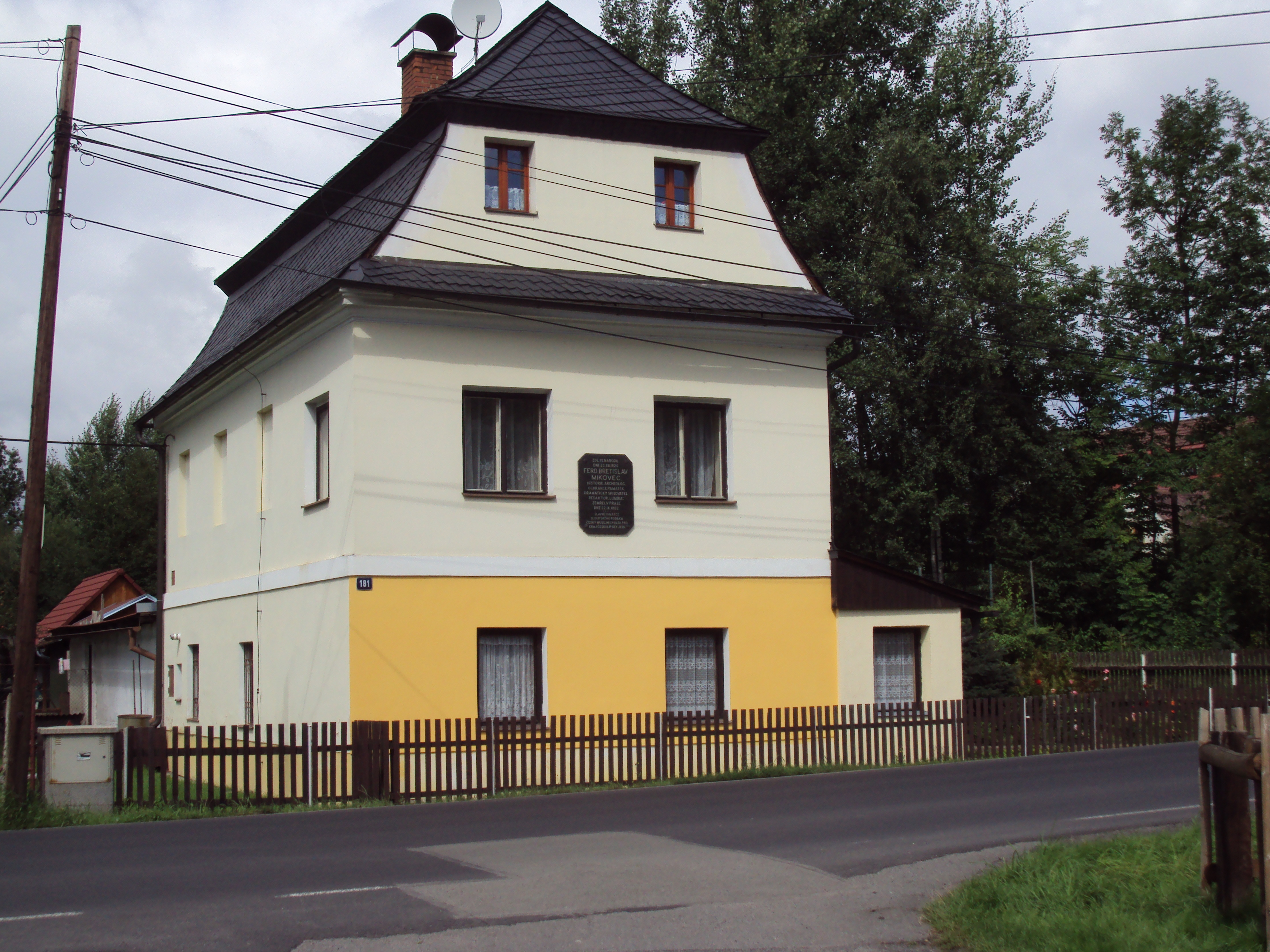
Rodný dům ve Sloupu s pamětní deskou

Zemřel ve věku 35 let na následky vrozené srdeční choroby v září 1862 v Praze. Byl pohřben na malostranském hřbitově v Košířích. Když byl hřbitov rušen, jeho ostatky i náhrobek byly roku 1911 na přání příbuzných převezeny do rodného Sloupu v Čechách. Ve Sloupu je také na jeho rodném domě od roku 1936 pamětní deska.

## Dílo
- MIKOVEC, Ferdinand Břetislav. Tycho Brahe : životopisný nástin od Ferdinanda B. Mikowce. Praha: Pospíšil, 1847. Dostupné online.
- Mikovec, Ferdinand Břetislav: Záhuba rodu Přemyslovského. Tragédie ve čtyřech jednáních. Praha F. Pospíšil 1851.
- MIKOVEC, Ferdinand Břetislav: Die königliche Burg Karlstein in Böhmen, eine monografische Skizze. Wien Eduard Hölzel 1858.
- MIKOVEC, Ferdinand Břetislav: Malerisch-historische Skizzen aus Böhmen ; als begleitender Text zu dem "Album von Böhmen" herausgegeben von Eduard Hölzel. Wien 1860
- MIKOVEC, Ferdinand Břetislav. Starožitnosti a Památky země České. Ilustrace Josef Vojtěch Hellich, Vilém Kandler. Praha: Kober a Markgraf, [1860]. Dostupné online.